# Нови асистент
„Нови асистент” је југословенски ТВ филм из 1964. године. Режирала га је Мирјана Самарџић а сценарио је написан према комедији Арчибалда Џозефа Кронина.

## Улоге
| Глумац           | Улога |
| ---------------- | ----- |
| Дејан Дубајић    |       |
| Љиљана Јовановић |       |
| Никола Симић     |       |
| Милан Срдоч      |       |